# Kurfürstentum Braunschweig-Lüneburg
Das Kurfürstentum Braunschweig-Lüneburg (auch Chur-Braunschweig-Lüneburg), inoffiziell auch Kurfürstentum Hannover (auch Chur-Hannover oder Kurhannover) genannt, war ab 1692 das neunte Kurfürstentum des Heiligen Römischen Reiches. Bis zur Personalunion mit Großbritannien 1714 war Hannover administratives Zentrum und Residenzstadt. Der Wahlspruch lautete Nec aspera terrent („Auch Widrigkeiten schrecken nicht“). Das Kurfürstentum ging  aus dem Teilfürstentum Calenberg des Herzogtums Braunschweig-Lüneburg hervor. Es endete 1807 mit der Angliederung an das Königreich Westphalen bzw. nach dem Wiener Kongress 1814, als aus dem ehemaligen Kurfürstentum das Königreich Hannover geschaffen wurde.

## Geographie
Das Kurfürstentum lag im Gebiet des heutigen Niedersachsen und mit kleinen Teilen im Gebiet des heutigen Sachsen-Anhalt (Amt Calvörde und Blankenburg). Es umfasste folgende Territorien des Heiligen Römischen Reiches: Fürstentum Calenberg, Fürstentum Grubenhagen, Grafschaft Hoya, Herzogtum Sachsen-Lauenburg, Fürstentum Lüneburg (ab 1705), das Herzogtum Bremen und das Herzogtum Verden (ab 1715). Calenberg, Grubenhagen und Lüneburg waren nominell Teilfürstentümer des mittelalterlichen Herzogtums Braunschweig und Lüneburg (die Fürsten des eigenständigen Fürstentums Braunschweig-Wolfenbüttel nannten sich ebenfalls Herzöge von Braunschweig und Lüneburg.) Ursprünglich war das Kurfürstentum ein reines Binnenland. Erst mit dem Erwerb des Herzogtums Bremen konnte sich Kurhannover zur Nordsee ausweiten. Der Großteil des Kurfürstentums gehörte zum Niedersächsischen Reichskreis. Die Grafschaft Hoya und das Herzogtum Verden waren Teile des Niederrheinisch-Westfälischen Reichskreises.

## Geschichte

### Vorgeschichte
Nach dem Tod seines Bruders Johann Friedrich erbte Ernst August 1679 das Fürstentum Calenberg. Wichtigstes politisches Ziel Ernst Augusts war der Erwerb der kurfürstlichen Würde für sein calenbergisches Haus. Seit 1689 führte er deshalb Unterhandlungen mit Kaiser Leopold I. Bereits 1682 hatte Ernst August für sein Land das Primogeniturrecht proklamiert, welches eine Voraussetzung für die Erlangung der Kurwürde war. Gemäß dieser Regelung sollte der älteste Sohn, Georg Ludwig, der alleinige Erbe der welfischen Fürstentümer Calenberg und Grubenhagen werden. Durch einen Erbschaftsvertrag mit seinem älteren Bruder, dem Celler Herzog Georg Wilhelm, war zudem sichergestellt, dass nach dessen Tod das Fürstentum Lüneburg ebenfalls an die in Hannover residierenden Welfen fiel. Auch wurde der Landeshaushalt ins Gleichgewicht gebracht und die gesamte Verwaltung vom Kabinett des Fürsten unter Zuziehung weniger vertrauter Minister, Franz-Ernst Graf von Platen und Otto Grote zu Schauen, geleitet. Als oberste beratende und kontrollierende Behörde stand dem Fürsten der wieder zu Ansehen gelangte Geheime Rat zur Seite. Unter diesem bestanden die verschiedenen Verwaltungskollegien, die Kanzlei, hauptsächlich für Rechtssachen, die Kammer für das Finanzwesen, das Konsistorium und der Kriegsrat, alle mit streng getrennten Ressorts.

### Erlangung der Kurwürde

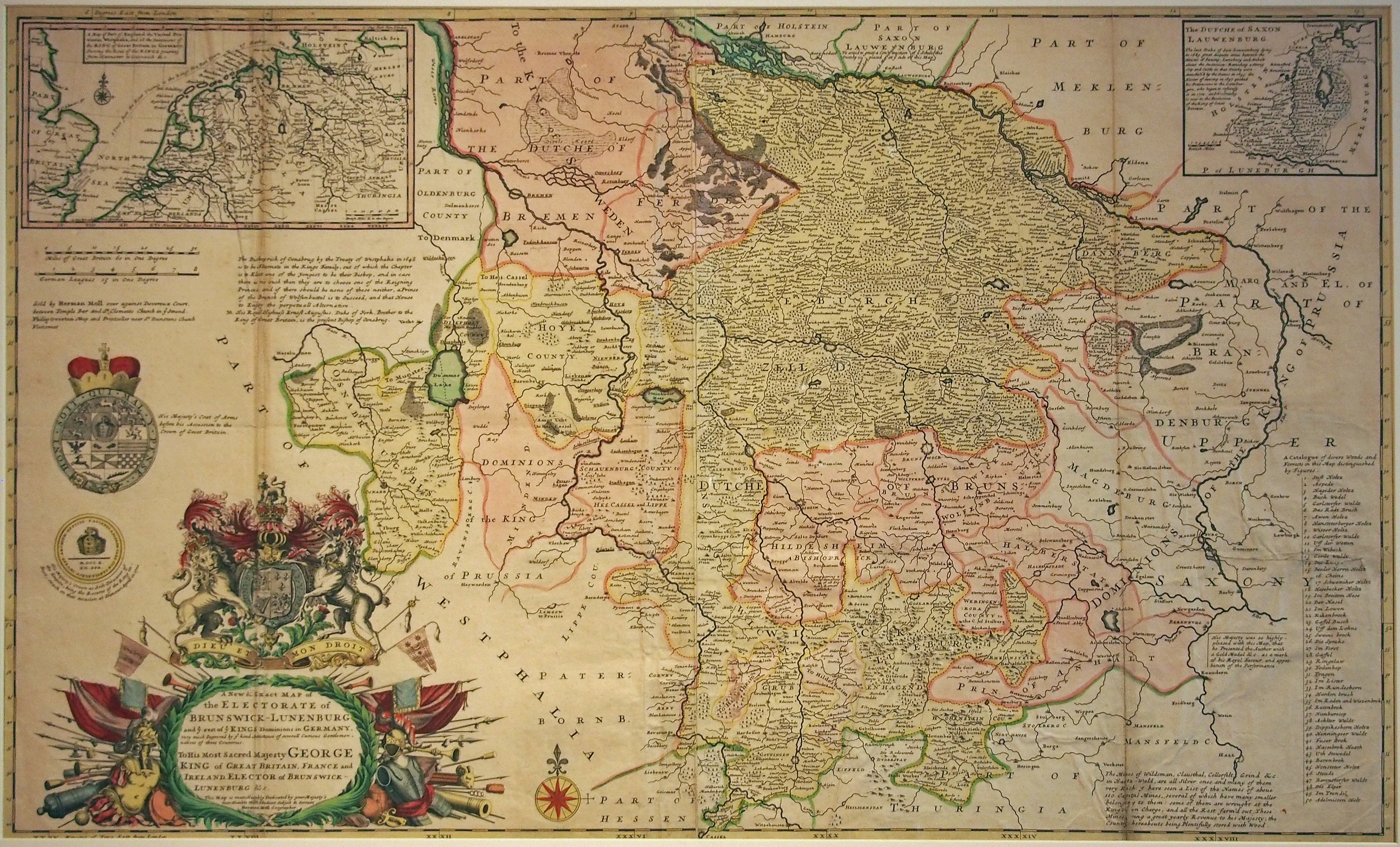
Kupferstich des Kurfürstentums von Hermann Moll (1722)

1692 wurde vom Kaiser die neue (neunte) Kur des Heiligen Römischen Reiches kreiert. Der im Fürstentum Calenberg regierenden Linie der Welfen wurde diese neunte Kurwürde verliehen. Dies wurde durch einen Vertrag zwischen dem römisch-deutschen Kaiser und den beiden Linien des Hauses Lüneburg möglich, nach dem gegen Erteilung der Kurwürde an das Haus Hannover unter eventueller Beteiligung von Celle eine ewige Union zwischen den Häusern Habsburg und Lüneburg stattfinden sollte. Für alle künftigen Königswahlen sagten die hannoverschen Welfen fest die Zustimmung zur Wahl des habsburgischen Erstgeborenen zu. An den langwierigen Verhandlungen war neben Otto Grote auch der braunschweigische Gesandte am kaiserlichen Hof in Wien Johann Christoph von Limbach beteiligt, der dann zum Gesandten des neuen Kurfürstentums am Reichstag in Regensburg bestellt wurde. Dort sollte Limbach die Zustimmung des Reichstags zum Vertrag erreichen, was ihn – nach Aussage der Inschrift auf seinem Grabdenkmal auf dem Gesandtenfriedhof – 16 Jahre lang viel Mühe und Fleiß kostete. Der Reichstag stimmte der Erhebung erst 1708 zu, zwei Jahre vor dem Tod Limbachs. Umgangssprachlich wurde das neue Kurfürstentum Braunschweig-Lüneburg auch Kurfürstentum Hannover oder kurz Kurhannover genannt.
Die Belehnung mit der Kurwürde stieß nicht nur im Reichstag auf Widerstand, sie hatte auch Auseinandersetzungen mit der braunschweigisch-wolfenbüttelschen Linie des Hauses Braunschweig-Lüneburg zur Folge. Die beiden bis 1704 gemeinsam regierenden wolfenbüttelschen Welfenfürsten, die Brüder Rudolf August und Anton Ulrich, empfanden die Erhöhung der calenbergischen Linie in Hannover als unerträgliche Zurücksetzung,  weil damit die jüngere Linie Hannover trotz des Seniorats die Kurwürde erhielt. Das Seniorat hatten die Herzöge Bernhard und Heinrich 1414 eingeführt. Im Jahr 1555 war es vom Kaiser Karl V. und danach von dessen Nachfolger bestätigt worden. Als alle Proteste ungehört verhallten, verbanden sie sich 1700 mit anderen deutschen Fürsten in Nürnberg zum „Bunde der korrespondierenden Fürsten“. Notfalls wollte man mit Waffengewalt die Kurerhöhung Hannovers verhindern. Anton Ulrich wurde durch kaiserliches Mandat vom 8. Februar 1702 zur Strafe für seine Allianz mit Frankreich von der Mitregentschaft ausgeschlossen (siehe dazu Zwietrachttaler). Im selben Jahr überrumpelten Georg Wilhelm und Georg Ludwig unter Mithilfe des Kaisers die wolfenbüttelschen Fürsten und nötigten sie 1706 zur Anerkennung der Kurwürde.

### Begründung der Personalunion mit Großbritannien

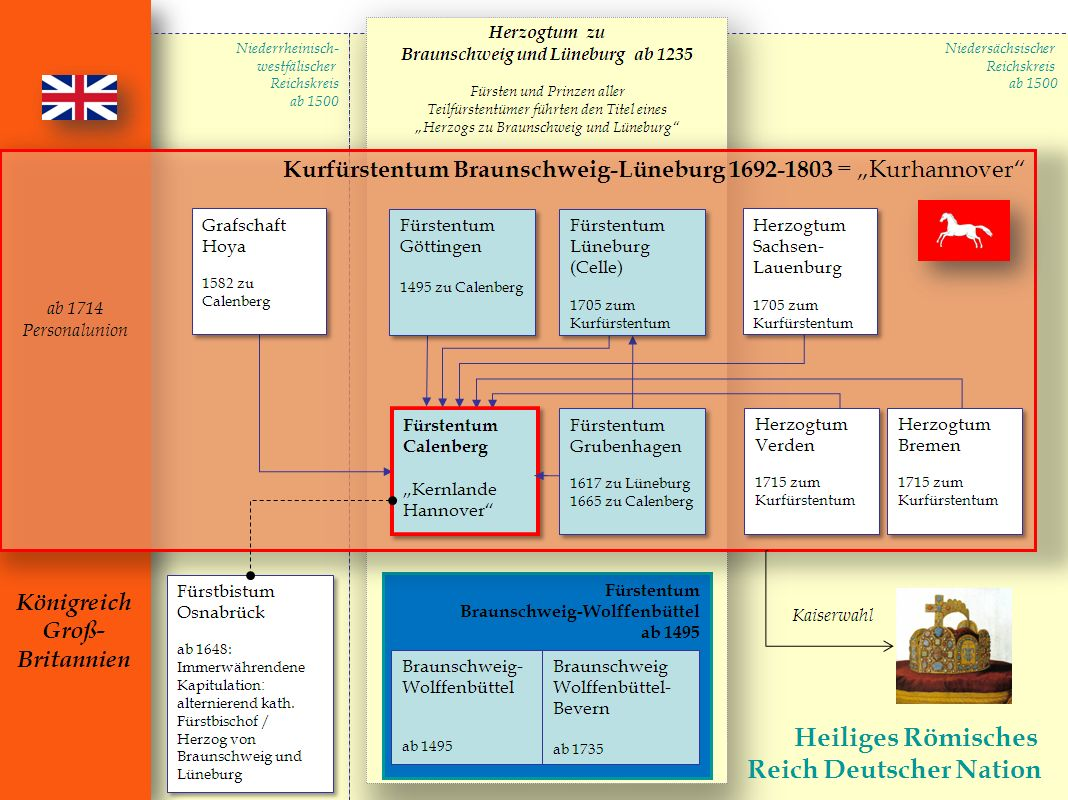
Territoriale Gliederung des Kurfürstentums Braunschweig-Lüneburg und dynastische Zusammenhänge innerhalb des Herzogtums Braunschweig-Lüneburg und zum Königreich Großbritannien

Georg Ludwig, Ernst Augusts Nachfolger seit dem 23. Januar 1698, erbte 1705 nach dem Tod seines Onkels Georg Wilhelm das Fürstentum Lüneburg. Mit Ausnahme des Fürstentums Braunschweig-Wolfenbüttel waren damit alle Lande des Hauses Braunschweig-Lüneburg in der Hand der hannoverschen Linie der Welfen.
Nach dem Tode der Königin Anne Stuart von Großbritannien, die keine Nachkommen hinterließ, erbte der Kurfürst 1714 die britische Königskrone. Gemäß dem Settlement Act von 1701 fiel die Krone an die nächsten protestantischen Verwandten, also an das Haus Hannover. Georg Ludwigs Mutter Sophie von der Pfalz war eine Enkelin des englischen und schottischen Königs Jakobs I. Georg verband durch diese Personalunion Großbritannien mit dem deutschen Kurfürstentum, das damit zu einem der mächtigsten im Heiligen Römischen Reich wurde. Die Personalunion endete erst 1837 mit der Thronbesteigung von Königin Victoria, da in Hannover (das mittlerweile zum Königreich erhoben war) nur männliche Nachkommen den Thron erben konnten. Daher ging die Herrschaft auf Victorias Onkel, Ernst August, Herzog von Cumberland, über.
Der größte Teil der Regierung Georg Ludwigs wurde von zwei großen Kriegen ausgefüllt (dem Spanischen Erbfolgekrieg und dem Nordischen Krieg), an denen Georg sowohl als Kurfürst wie auch als König starken Anteil nahm. Sein kriegerisches Engagement endete mit einer beträchtlichen Vergrößerung seiner Länder.
Die Union mit Großbritannien verwandelte Kurhannover in ein Nebenland, dessen Adel in Abwesenheit des Regenten Freiheiten ausnutzte. In wirtschaftlicher Hinsicht profitierte das Land von neuen handelspolitischen Beziehungen. Das stark agrarisch geprägte Land produzierte weit mehr, als es für den eigenen Gebrauch benötigte, und fand im britischen Empire einen Abnehmer seiner Überschüsse. Die im Entstehen begriffene Industrie Großbritanniens konnte im Gegenzug das Kurfürstentum mit fehlenden Gütern versorgen. Zwar war Kurhannover während des 18. Jahrhunderts in politischer Beziehung praktisch ein Trabant Großbritanniens, dennoch hoben sich das Ansehen und die Bedeutung des Landes im Reich infolge dieser Verbindung beträchtlich. In innerdeutschen Angelegenheiten war es hinter Habsburg und Brandenburg-Preußen die dritte Größe.
Georgs I. Regierung war für die kurbraunschweigisch-lüneburgischen Lande, wie sie seit 1705 offiziell genannt wurden, in jeder Beziehung bedeutend. Von der Kampagne am Rhein (Ende 1709) zurückgekehrt, wandte der Kurfürst den auch an seinen Grenzen geführten Kämpfen des Nordischen Kriegs seine ganze Aufmerksamkeit zu. Der mit Dänemark (1712) geplante Defensiv- und Offensivbund gegen Karl XII. von Schweden kam freilich nicht zustande. Dennoch stand das militärisch gut gerüstete Kur-Braunschweig-Lüneburg bereit, im geeigneten Augenblick einzugreifen, um die im Westfälischen Frieden 1648 vergeblich erstrebten reichen Herzogtümer Bremen und Verden zur Abrundung des territorialen Besitzes zu erobern. Inzwischen begnügte sich der Kurfürst damit, die Protestanten in den Hochstiften Münster, Paderborn und Hildesheim in seinen Schutz zu nehmen, während er andererseits den Katholiken in seinen Landen völlige Glaubensfreiheit gewährte. Hildesheim wurde kurzzeitig militärisch besetzt. Am 1. Oktober 1714 starb die britische Königin Anna aus dem Hause Stuart. Der Kurfürst siedelte zwar von Hannover nach London um, dies führte aber zu keiner direkten Verfassungsänderung im Kurfürstentum. Erst allmählich zeigte es sich, dass Statthalter und Geheimer Rat fortan die eigentlichen Regenten waren. Der Geheime Rat behielt die eigentliche Regierung des Landes in der Hand (unter der Bedingung regelmäßiger Berichterstattung an den fernen Landesherrn). Die Einkünfte aus den Domänen und die Steuern hatten selbst während der glänzenden Hofhaltung der Fürsten der letzten Generation zeitweise Überschüsse ergeben. Trotz relativ hoher Ausgaben für die Beamtenschaft, das stehende Heer und die in Hannover weiter bestehende Hofhaltung wanderten dennoch erhebliche Beträge in die Kasse des Kurfürsten-Königs und ermöglichten die Begründung eines bedeutenden Hausschatzes.
Inzwischen führten die Hartnäckigkeit Karls XII. von Schweden, die drohende Nähe der russischen Truppen in Mecklenburg sowie die Furcht, dass der Nordische Krieg ganz Niederdeutschland ergreifen und zuletzt nur dem Zaren helfen würde, eine Annäherung des dänischen Königs Friedrich IV. an Kur-Braunschweig-Lüneburg und die übrigen daran interessierten deutschen Fürsten herbei. Dies führte Anfang 1712 zum Braunschweiger Kongress zwecks Einigung über die nordischen Friedenstraktate und ein Jahr später zu einer Offensiv- und Defensivallianz zwischen Dänemark und Kur-Braunschweig-Lüneburg mit gegenseitiger Garantie. Dänemark sicherte das Verbleiben der damals unter dänischer Verwaltung stehenden schwedischen Herzogtümer Bremen und Verden bei Kurhannover. Auf der anderen Seite sollte die dauernde Verbindung Schleswigs mit Dänemark garantiert werden. Eine endgültige Sicherung im Besitz der Herzogtümer Bremen (nicht die Freie Reichsstadt Bremen) und Verden, die wegen ihrer reichen Einkünfte (jährlich eine Viertelmillion Reichstaler) wertvoll waren, gewährte der Vertrag von Stockholm (November 1719), worin Schweden gegen Zahlung von einer Million Reichstaler sein Anrecht auf die Herzogtümer an das Kurfürstentum abtrat. Die kaiserliche Belehnung mit denselben, in die auch Braunschweig-Wolfenbüttel aufgenommen wurde, erfolgte allerdings erst 1733.
Georg I. vereitelte in den 1720er Jahren Pläne der Habsburger gegen Frankreich, indem Kurhannover mit dem preußischen König Friedrich Wilhelm I. in Herrenhausen die „Hannoversche Allianz“ zur Erhaltung des bestehenden Rechtszustandes schloss.

### GeorgII. und GeorgIII.
Mit seinem Vater Georg I., der u. a. die Gewehrschlossfabrik Linden mit initiierte, teilte sein Sohn Georg II. die Vorliebe für das deutsche Stammland, wo er sich gern aufhielt. Mit seinem Vetter und Schwager Friedrich Wilhelm I. von Preußen stand er aus persönlicher Antipathie und gegenseitiger Rivalität durchweg in einem sehr misslichen Verhältnis. Die Vorliebe des Preußenkönigs für die „Langen Kerls“ und die unter anderem damit verbundene Rücksichtslosigkeit seiner Werbeoffiziere im Hannöverschen führten 1731 zu einer ernsten Verwicklung. Die Heere beider Fürsten standen einander an der Landesgrenze bereits kampfbereit gegenüber, doch durch Vermittlung der Herzöge von Gotha und Braunschweig wurde noch im letzten Augenblick ein Krieg verhindert.
Georg II. stiftete 1737 die Universität Göttingen, die durch die Bemühungen des Ministers von Münchhausen bald die ausgezeichnetsten Gelehrten Deutschlands und eine große Zahl Studenten anzog.
Als Kurfürst des Reichs und Garant der Pragmatischen Sanktion stand Georg II. während des österreichischen Erbfolgekriegs von 1741 bis 1748 auf Seiten Maria Theresias. In der Schlacht bei Dettingen (27. Juni 1743) gelang ihm der letzte Sieg, den ein britischer König an der Spitze seiner Truppen selbst errang. Der Siebenjährige Krieg traf Kurhannover als eines der Hauptkampfgebiete schwer. Der Bund Österreichs mit dem alten Feind Frankreich hatte die politischen Verhältnisse umgekehrt und Hannover im Gefolge Großbritanniens zum Bund mit Friedrich II. von Preußen geführt. In den ersten Jahren waren die preußisch-britischen Streitkräfte meist in schlechter Lage. Das große militärische Geschick des Herzogs Ferdinand von Braunschweig-Wolfenbüttel, den der preußische König bereitwillig seinem Bündnispartner als Oberbefehlshaber des alliierten Heeres überließ, konnte die Verluste der beiden ersten Jahre nicht völlig ausgleichen, vor allem die Niederlage des Herzogs von Cumberland bei Hastenbeck (1757) und die sich daran anschließende Konvention von Kloster Zeven, die das ganze Land ein Jahr lang den Franzosen überließ.
Georgs II. Nachfolger wurde 1760 sein Enkel Georg III. (1760–1820). Die Art der Regierung änderte sich unter dem neuen Regenten nicht; allerdings konnten Statthalter und Geheimer Rat selbständiger agieren, weil der König-Kurfürst ständig in England blieb, dem Land seiner Geburt, wo er freilich ein stehendes Kabinett für die Kurlande einrichtete. Bis zur französischen Revolution herrschte im Kurfürstentum (und ganz Deutschland) Frieden. An der innerdeutschen Politik begann Kurhannover sich erst seit dem Bayerischen Erbfolgekrieg engagierter zu beteiligen, und zwar diesmal in Übereinstimmung mit der preußischen Politik und gegen die josephinischen Expansionsbestrebungen. Die Habsburgermonarchie wollte Bayern annektieren, was einen Umsturz des inneren politischen Machtverhältnisses bedeutet und katholische wie protestantische, große wie kleine Fürsten gleichermaßen gefährdet hätte. Georg III. trat wie die 13 weiteren Fürsten dem 1785 von Friedrich II. von Preußen initiierten Fürstenbund bei, dessen Statuten auf Vereinbarung Preußens, Kurhannovers und Kursachsens noch zwei nur für diese drei Vertragspartner verbindliche geheime Separatartikel hinzugefügt wurden. Diese sahen für den Fall eines Krieges gegenseitige Unterstützung und gemeinsame Maßnahmen vor, um die Absicht des Kaisers zunichtezumachen, der die Mitglieder seines Hauses Habsburg in die Koadjutorschaften sämtlicher wichtigen geistlichen Reichsstände zu bringen suchte.

### Koalitionskriege und Ende des Kurfürstentums
An den Kämpfen gegen die Französische Revolution nahm Hannover nicht direkt teil. Allerdings wurde dem König von Großbritannien ein 16.000 Mann starkes Korps unter der Führung des Feldmarschalls Freytag überlassen, das mitkämpfte, bis es beim Rückzug des britischen Hauptheers in die Heimat zurückgesandt wurde. Der Abschluss des Basler Friedens durch Preußen (1795) und die darin vereinbarte Demarkationslinie bewahrten Hannover vor den Einfällen der Franzosen.
Das nächste Jahrzehnt war voller Reibungen zwischen Hannover und Preußen und brachte Hannover gerade infolge seiner Verbindung mit Großbritannien, das sich nicht an den Frieden von Lunéville (9. Februar 1801) halten wollte, sondern den Krieg noch zwölf Monate länger fortsetzte, in eine missliche Lage. Zwar erhielt Hannover im genannten Frieden das Hochstift Osnabrück, doch Napoleon plante schon Hannovers Untergang, und zwar so, dass auch Preußen, das sich Napoleon gegenüber zurückhielt, mit verwickelt werden sollte. Napoleon forderte in den Jahren 1796–1801 Friedrich Wilhelm III. dreimal auf, Kurhannover wegen Verletzung der Bestimmungen des Basler Friedens und zur Deckung gegen Großbritannien zu besetzen. Der preußische König hielt es schließlich für das beste, der Aufforderung zu folgen, da Russland ihm zuvorzukommen suchte. Angesichts der Kräfteverhältnisse schien eine Verteidigung des Landes nicht ratsam, also besetzte der preußische General von Kleist mit 24.000 Mann Hannover. Diese Besatzung musste ein Jahr lang, bis zum Frieden von Amiens am 27. März 1802, von den Besetzten selbst unterhalten werden.
Der Reichsdeputationshauptschluss vom Februar 1803 bestätigte Kurhannover im Besitz von Osnabrück; jedoch konnte es seinen gleichzeitigen Anspruch auf das ebenfalls säkularisierte Hochstift Hildesheim gegen das konkurrierende Preußen nicht durchsetzen.
Mit der Wiederaufnahme des Kriegs durch Großbritannien ging Frankreich 1803 auch gegen das Kurfürstentum vor. Die Armee unter der Leitung von Feldmarschall Johann Ludwig von Wallmoden-Gimborn war geschwächt und demoralisiert. Wallmoden schloss am 3. Juni 1803 in Sulingen eine Konvention mit General Édouard Adolphe Mortier ab, der von der Weser her gegen Hannover mit einem französischen Heer anrückte. Kampflos erklärte sich so das rund 16.000 Mann starke hannöversche Heer einem nicht stärkeren Feind gegenüber für besiegt. Gimborn unterschrieb die Bedingung, jenseits der Elbe, im Lauenburgischen, für die Dauer des Kriegs in einer freiwilligen Internierung zu bleiben. Napoleon lehnte jedoch die Ratifikation der Konvention ab, und so diktierte der französische Feldherr Wallmoden in der Konvention von Artlenburg an der Elbe (5. Juli 1803) folgende Bedingungen: Das hannoversche Heer wird entwaffnet und aufgelöst; Munition und Pferde werden dem Sieger übergeben; das ganze Land bleibt unter französischer Verwaltung.
Jean-Baptiste Bernadotte, der spätere König von Schweden und Norwegen, war dort vom 14. Mai 1804 mehrere Monate lang französischer Gouverneur. Als Folge des von Christian von Haugwitz mit Napoleon geschlossenen Vertrags von Paris vom 15. Februar 1806 besetzt Preußen Hannover, was eine Kriegserklärung seitens Großbritanniens zur Folge hatte. 1807 bzw. 1810 ging Hannover schließlich im Königreich Westphalen auf, das von Napoleons jüngstem Bruder Jérôme regiert wurde. Der Nordwesten des Kurfürstentums wurde 1811 als Teil der Hanseatischen Departements Bestandteil des französischen Kaiserreichs.
Auf dem Wiener Kongress erklärte sich das neuerstandene Kurfürstentum am 12. Oktober 1814 selbst zum Königreich Hannover.

## Staat und Verwaltung
Mit Erlangung der Kurfürstenwürde entwickelte sich auch die staatliche Struktur des Territoriums. Dabei wirkten neben neuzeitlichen Verwaltungsstrukturen auch alte ständische Organisationsformen fort. Auch im Kurfürstentum Braunschweig-Lüneburg bestand ein starker Dualismus zwischen dem Landesherrn und den Landständen. Der Kurfürst war aber – insbesondere als König von Großbritannien – zunehmend auf eine zentrale Verwaltung angewiesen, ohne dass er die Landstände in den bis zu sieben verschiedenen Landschaften in Frage stellen wollte. Grundlage für die kurfürstliche Regierung war das Regierungsreglement von 1714, das auf dem von Ernst August von Calenberg niedergelegten Reglement von 1680 aufbaute.

### Kurfürsten
| Kurfürst von Braunschweig-Lüneburg |                |                                                        |
| Haus Hannover |                |                                                        |
| Name | Herrschaft     | Bemerkungen                                            |
| Ernst August | 1692–1698      | Sohn von Georg von Braunschweig und Lüneburg-Calenberg |
| Kurfürst von Braunschweig-Lüneburg, König von Großbritannien und Irland Mit dem Act of Settlement von 1701 wurde die Thronfolge auf Protestanten eingeschränkt. Sophie von der Pfalz, die nächste protestantische Verwandte, wurde deshalb Thronfolgerin. Sie starb kurz vor Königin Anne. Aus diesem Grund folgte ihr Sohn auf den Thron, der das Haus Hannover begründete. |                |                                                        |
| Georg I. (George I) | 1698/1714–1727 | Sohn von Ernst August und Urenkel von Jakob I.         |
| Georg II. (George II) | 1727–1760      | Sohn von Georg I.                                      |
| Georg III. (George III) | 1760–1820      | Enkel von Georg II.                                    |

Kurfürsten von Braunschweig-Lüneburg

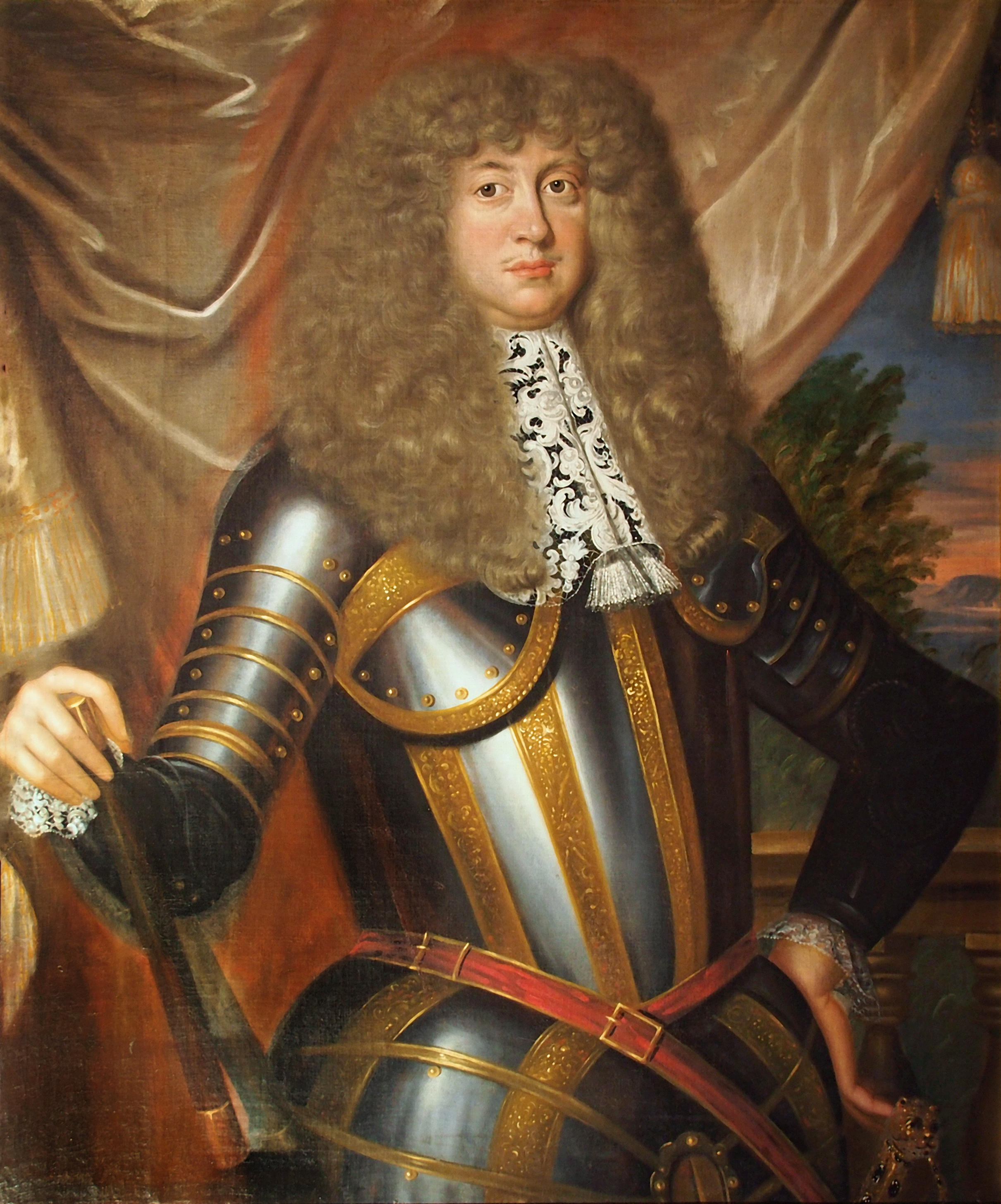
Ernst August
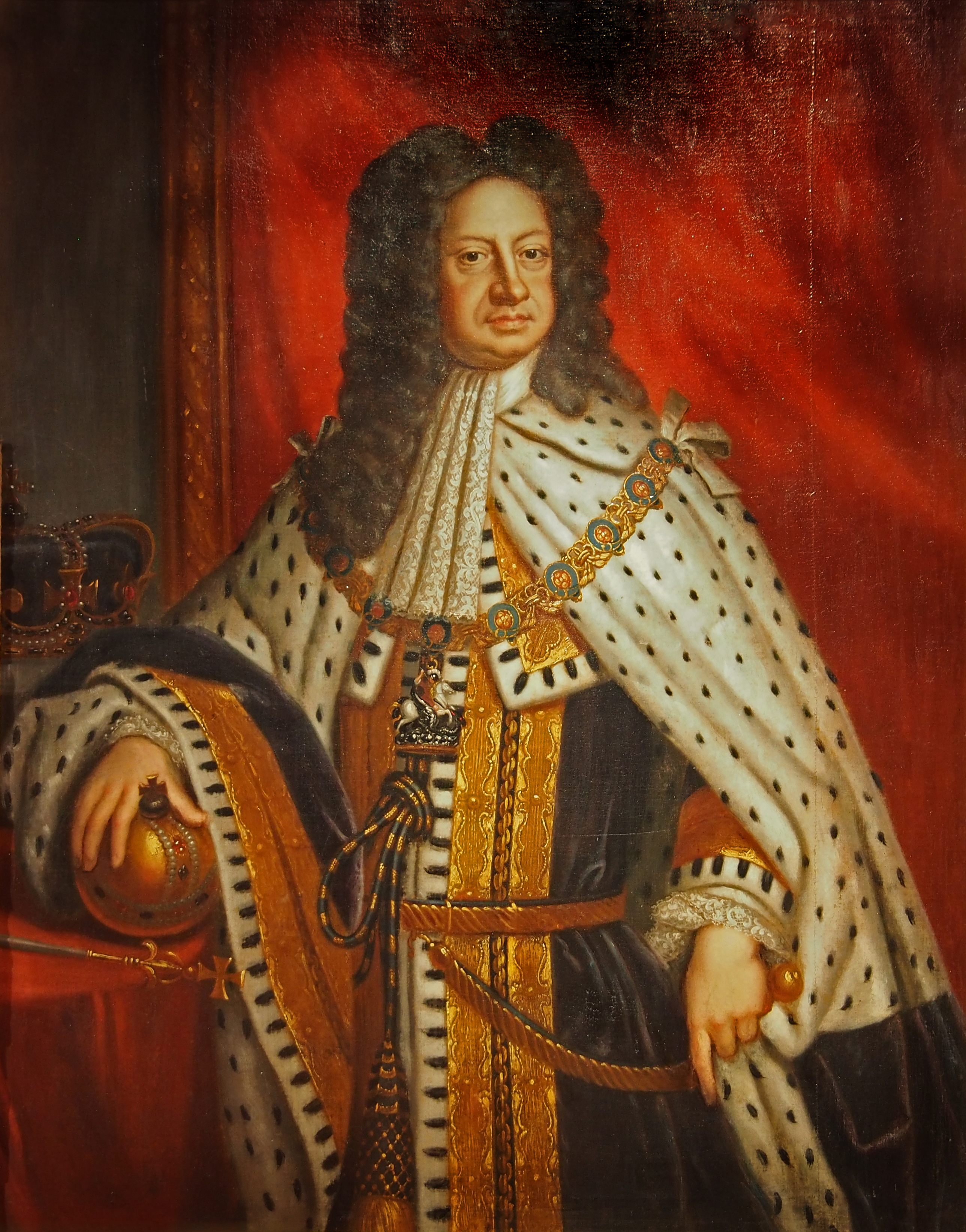
Georg I.
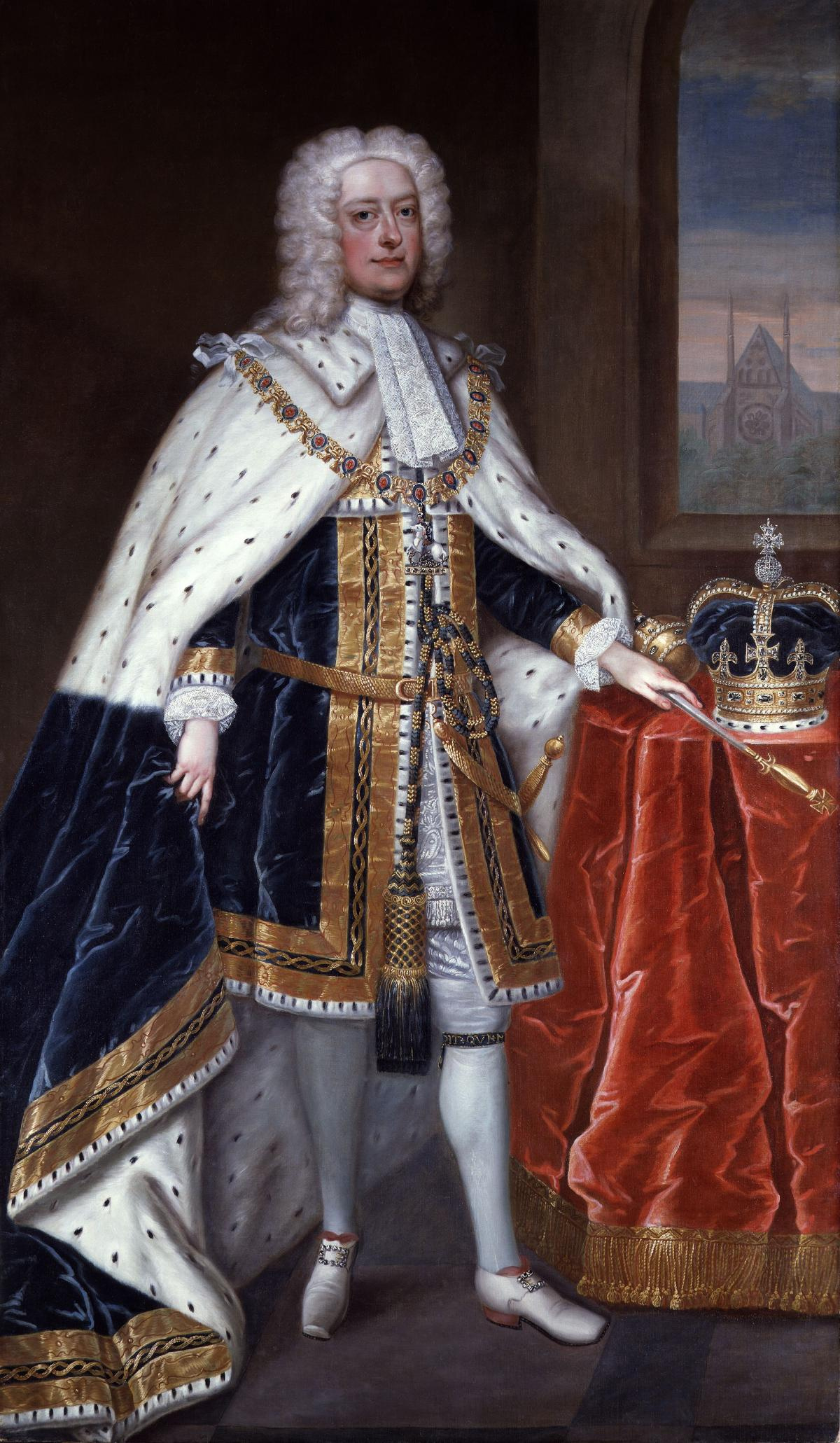
Georg II.
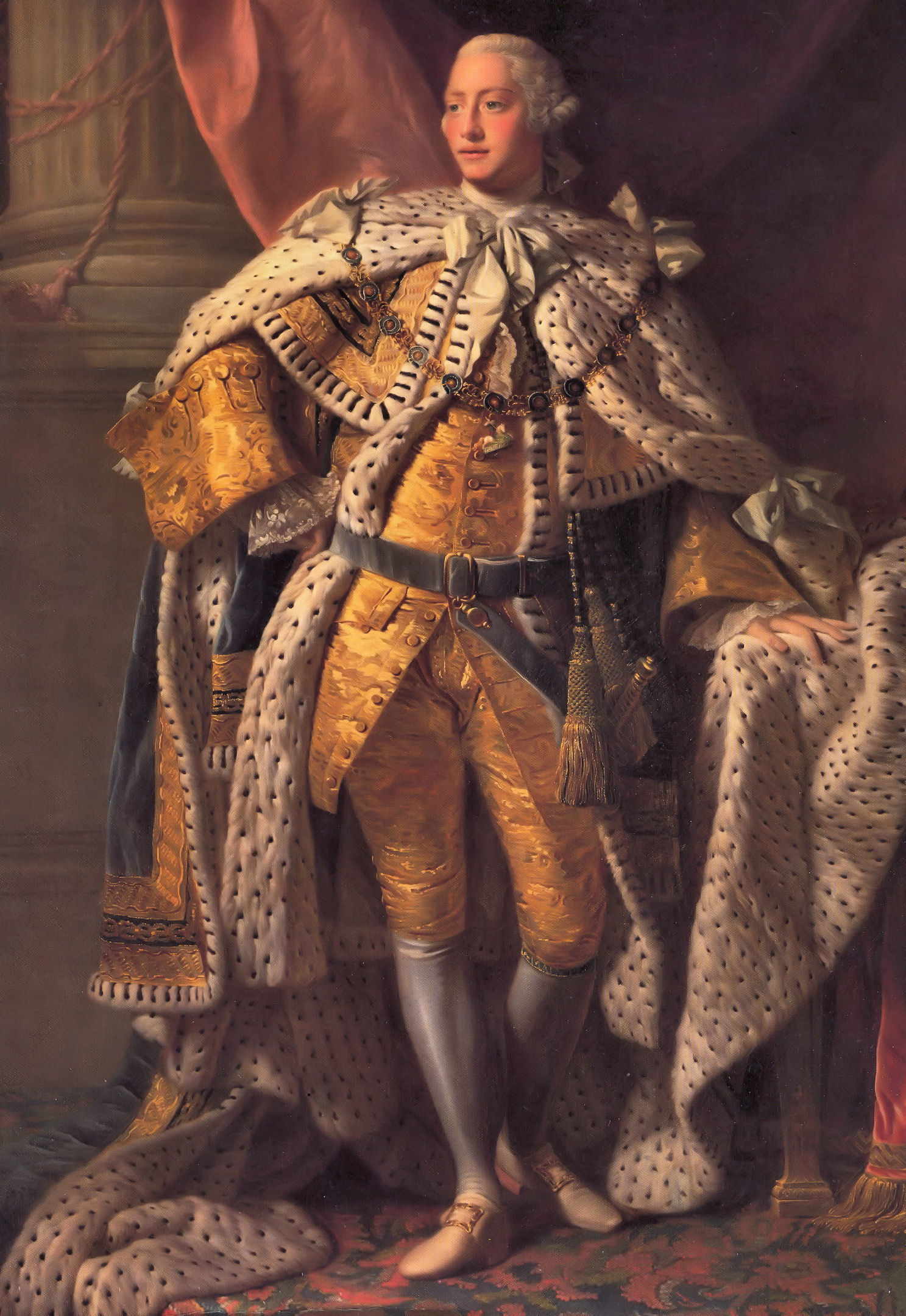
Georg III.

### Landstände
Ausgehend von der territorialen Zersplitterung des nominell noch bestehenden Herzogtums Braunschweig-Lüneburg und anliegender Fürstentümer konnte das Kurfürstentum nach und nach eine Vielzahl von Landschaften mit jeweiligen Landständen vereinigen. Während der größten territorialen Ausdehnung des Kurfürstentums waren es sieben Landschaften. Durch die Regierungsferne des zunehmend in London regierenden Kurfürsten konnten die Landstände ein relatives Eigenleben entwickeln. Die Verflechtung des höheren Adels mit dem Hofe und hohen Verwaltungs- und Militärstellen minderte aber Konflikte.

### Verwaltung
1714 gliederte ein Reglement die Landesregierung in fünf Zentralbehörden: Geheimes Ratskollegium, Kammer, Justizkanzlei, Konsistorium und Kriegskanzlei. Die Deutsche Kanzlei in London bildete das Verbindungsbüro zwischen Chur-Braunschweig-Lüneburg und der britischen Regierung.
Die Kurfürstenwürde bewirkte, dass das Territorium nicht mehr der Reichsgerichtsbarkeit unterstand. Als oberster Gerichtshof wurde deshalb 1711 das Oberappellationsgericht in Celle eingerichtet.

## Militär
Die Ursprünge der kurhannoverschen Armee werden allgemein auf das Jahr 1617 für die Fürstentümer Grubenhagen und Calenberg festgelegt. Aber erst während des Dreißigjährigen Krieges entwickelte sich ein stehendes Heer. 1705 wurden die kurfürstlichen Truppen mit Regimentern des Fürstentums Lüneburg/Celle erweitert. Vor allem als Teil der Reichsarmee auf kaiserlicher Seite kämpften kurfürstlich hannoversche Truppen in unterschiedlichen Kriegen, so im Großen Türkenkrieg 1685–1699 und im Spanischen, Polnischen und Österreichischen Erbfolgekrieg.
Bedingt durch die engen Beziehungen zur britischen Armee des Königs und Kurfürsten kämpften hannoversche Truppen häufig an der Seite britischer Truppen. Im Siebenjährigen Krieg (1756–1763) bestand eine Allianz neben hannoverschen und britischen Truppen aus Braunschweig-Wolfenbütteler, Hessen-Kasseler und preußischen Truppen. Im Vorfeld des Amerikanischen Unabhängigkeitskrieges ersetzten 1775 kurhannoversche Truppen die nach Übersee abgerückten britischen Truppen auf Menorca und in Gibraltar. Die hannoverschen Truppen in Gibraltar verteidigten die Stellungen erfolgreich gegen spanische Angriffe. Hannoversche Truppen nahmen auch am britischen Krieg gegen Frankreich in Ostindien teil (1782–1792). Ebenfalls unter britischem Sold nahmen kurfürstliche Truppen im Ersten Koalitionskrieg (1792–1797) gegen das revolutionäre Frankreich teil (1793–1795). Die Armee des Kurfürstentums wurde 1803 aufgelöst, aber ein großer Teil der Offiziere und Soldaten ging nach Großbritannien und wurde dort als King’s German Legion wieder aufgestellt. Sie war die einzige deutsche Truppe, die sich kontinuierlich im Kampf gegen die französische Armee befand, und nahm an den Gefechten auf der iberischen Halbinsel, in Norddeutschland (Göhrde) und Kopenhagen teil. In der Schlacht bei Waterloo 1815 verteidigten sie den wichtigen Vorposten La Haye Sainte.
Offiziere des Hannoverschen Ingenieurkorps erstellten zwischen 1764 und 1784 die Kurhannoversche Landesaufnahme, die erste umfangreiche kartografische Landesaufnahme des Kurfürstentums.

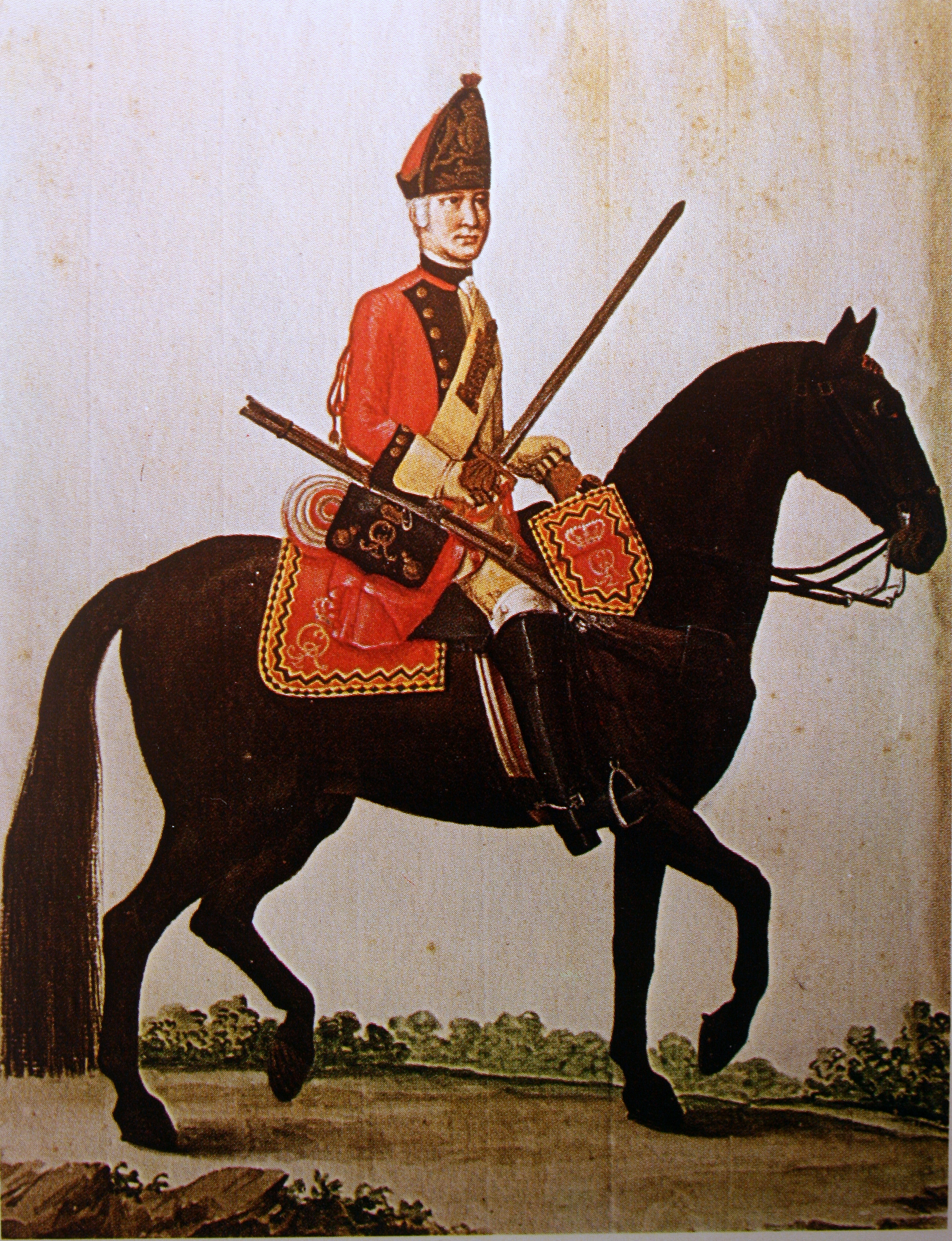
Grenadier à cheval (Garde B), um 1760
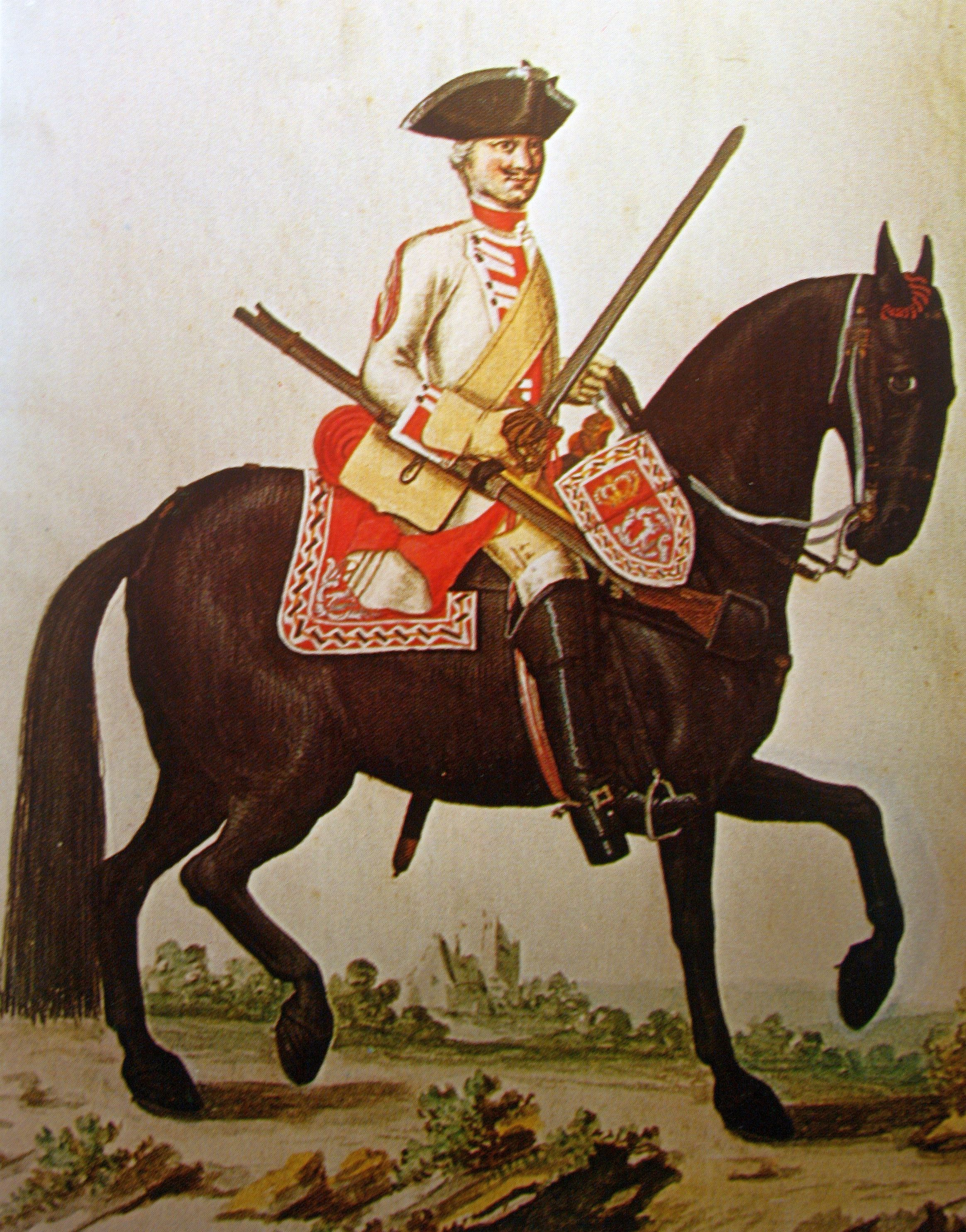
Dragonerregiment Veltheim (D I), um 1761
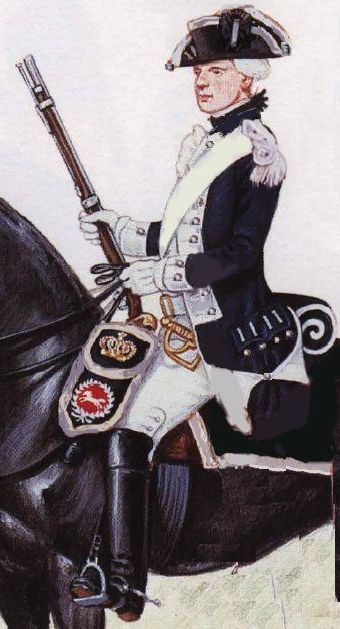
Dragonerregiment Ramdohr, um 1790
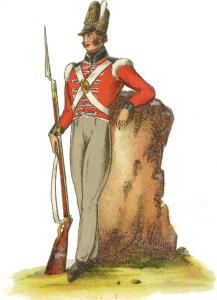
Linieninfanterie der King’s German Legion